# ХХ век (рок албум)
„ХХ век“ e третият студиен албум на българската рок група Щурците. Издаден е през 1980 г.

## Песни
Списък на песните в албума:
| 1.    | ХХ век (м. и ар.: Кирил Маричков; т.: Волен Николаев)                                      | 4:33 |
| 2.    | Сватбен ден (м. и ар.: Петър Гюзелев; т.: Жива Кюлджиева)                                  | 4:29 |
| 3.    | Две следи (м. и ар.: Кирил Маричков; т.: Стефан Банков)                                    | 4:14 |
| 4.    | Зов (м.: Найден Андреев; т.: Кръстю Станишев; ар.: Кирил Маричков)                         | 3:36 |
| 5.    | Среща (м.: Христо Ковачев; т.: Симеон Стоянов; ар.: Кирил Маричков)                        | 3:41 |
| 6.    | Слънчево пътуване (м. и ар.: Петър Гюзелев; т.: Димитър Керелезов)                         | 4:03 |
| 7.    | Загадка (м. и ар.: Кирил Маричков; т.: Кръстю Станишев)                                    | 3:57 |
| 8.    | Жулиета (м. и ар.: Владимир Тотев; т.: Волен Николаев)                                     | 3:21 |
| 9.    | Песен за детските камбани (м.: Александър Йосифов; т.: Димитър Точев; ар.: Кирил Маричков) | 3:39 |
| 10.   | Пролетният вятър (м.: Иван Калчинов; т.: Стефан Банков; ар.: Кирил Маричков)               | 3:21 |
| 11.   | Сняг от детството (м. и ар.: Кирил Маричков; т.: Волен Николаев)                           | 2:40 |
| 41:43 |                                                                                            |      |

## Състав
- Кирил Маричков – бас китара, вокал
- Петър „Пеци“ Гюзелев – соло китара, вокал
- Владимир „Валди“ Тотев – клавишни, китара, хармоника, вокал
- Георги „Жоро“ Марков – ударни